# Burgstall Breitenthal
Der Burgstall Breitenthal, Bergfried bei Weigendorf oder Turm im Weidenthal genannt, bezeichnet eine abgegangene mittelalterliche Spornburg auf einem Felsriff des Felsberges über dem Etzelbachtal südöstlich von Oed bei Breitenthal, beides Ortsteile der oberpfälzischen Gemeinde Weigendorf im Landkreis Amberg-Sulzbach in Bayern. Der Burgstall wird als Baudenkmal D-3-71-157-9 „Erhaltene Spuren des Halsgrabens und Reste der Umfassungsmauern; Zirka 50 Meter westlich vom Hof Breitenthal“ sowie als Bodendenkmal D-3-6435-0006 „mittelalterlicher Burgstall "Turm im Weidental"“ vom Bayerischen Landesamt für Denkmalpflege erfasst.

## Geschichte

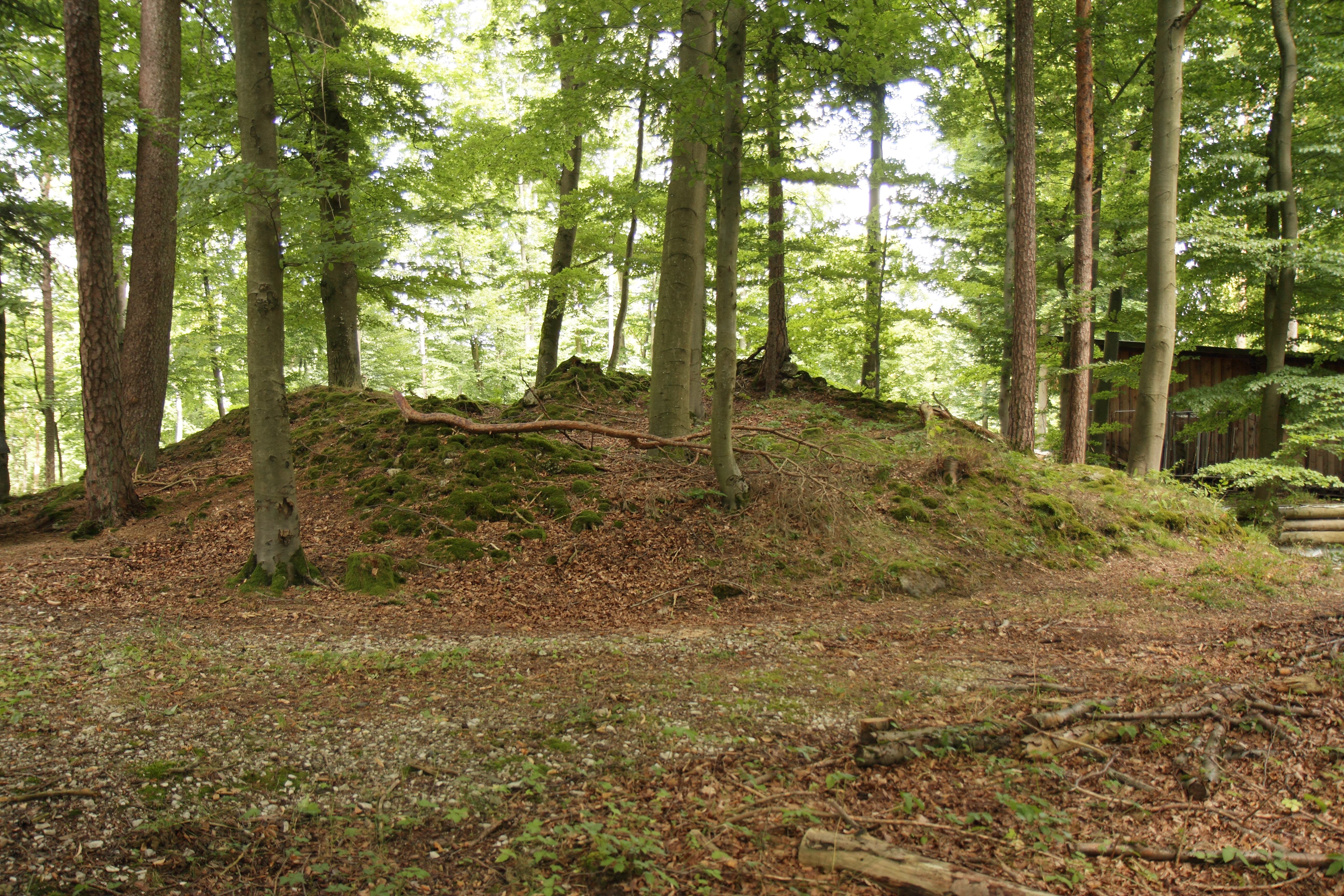
Schutthügel des turmförmigen Hauptbaues (August 2012)

Ob es sich bei diesem Burgstall wie aus älterer Literatur um den 1325 bei seiner Zerstörung durch Truppen der Reichsstadt Nürnberg genannten Turm im Weidental handelte, ist nicht sicher (siehe auch: Burgstall Hartmannshof). Der Turm war damals im Besitz der Herren von Reicheneck. In neuerer Literatur wird der Turm im Weidental auch mit einem Burgstall in Hartmannshof identifiziert. Erst am 6. Mai 1416 wurde die Turmburg sicher erwähnt, als in einer Urkunde ein Streit zwischen einem Conrad Hartmann und dem Nürnberger Patrizier Hanns Tetzel geschlichtet wurde. Dem Patrizier wurden dabei die Besitzrechte eingeräumt. Die Burg wurde wohl zwischen 1421 und 1450 beschädigt und danach aufgegeben. Nach dem Jahr 1955 wurde die Ruine des Bergfriedes weiter abgebrochen, so dass heute nur noch wenig Mauerwerk davon zu sehen ist. Die beiden Gräben wurden nach 2000 eingefüllt, das Gelände wird heute als Holzlagerplatz genutzt und befindet sich in Privatbesitz und ist daher nicht frei zugänglich.

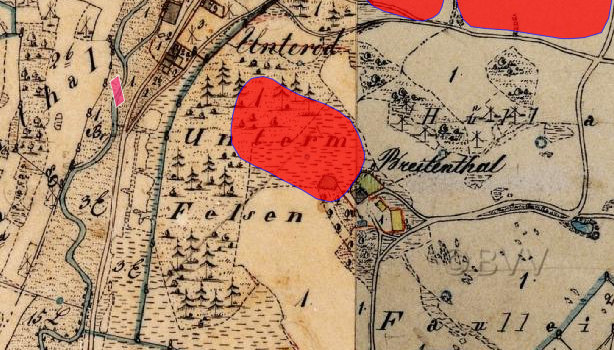
Lageplan von Burgstall Breitenthal auf dem Urkataster von Bayern

Heute zeigt der Burgstall nur noch einen Schutthügel des turmförmigen Hauptbaues, wenige Mauerreste davon und zwei mit Schutt verfüllte Gräben. 

## Beschreibung
Die kleine Burganlage auf 465 m ü. NN besaß einen doppelten Halsgraben gegen die Ostseite. Der turmförmige Hauptbau hatte eine Grundfläche von 15 mal 15 Meter und eine Mauerstärke von drei bis vier Meter.